# Narodowy komitet olimpijski
Narodowy komitet olimpijski – organizacja krajowa podległa Międzynarodowemu Komitetowi Olimpijskiemu. Celem narodowego komitetu olimpijskiego jest wystawianie reprezentacji danego kraju na igrzyskach olimpijskich, a w czasie pomiędzy igrzyskami dbanie o upowszechnianie idei olimpijskiej i czuwanie nad szkoleniem sportowców. Narodowy komitet olimpijski ma również prawo zgłaszać kandydatury miast do organizacji igrzysk olimpijskich.
Obecnie istnieje 205 komitetów olimpijskich, działających w państwach suwerennych i terytoriach zależnych.
NKO zrzeszone są w federacjach ponadnarodowych wedle kontynentów:
| Kontynent | Kontynent                                          | Federacja                                               | Liczba NKO               | Najstarszy NKO                                                | Najmłodszy NKO          |
| --------- | -------------------------------------------------- | ------------------------------------------------------- | ------------------------ | ------------------------------------------------------------- | ----------------------- |
|           | Afryka                                             | Stowarzyszenie Narodowych Komitetów Olimpijskich Afryki | 53                       | Egipt (1910)                                                  | Sudan Południowy (2012) |
| Ameryka   | Panamerykańska Organizacja Sportowa                | 42                                                      | Stany Zjednoczone (1894) | Dominika (1993) Saint Kitts i Nevis (1993) Saint Lucia (1993) |                         |
| Azja      | Olimpijska Rada Azji                               | 44                                                      | Japonia (1912)           | Timor Wschodni (2003)                                         |                         |
| Europa    | Stowarzyszenie Europejskich Komitetów Olimpijskich | 50                                                      | Francja (1894)           | Kosowo (2014)                                                 |                         |
| Oceania   | Narodowe Komitety Olimpijskie Oceanii              | 17                                                      | Australia (1895)         | Tuvalu (2007)                                                 |                         |

Warto zaznaczyć, że brak w danym państwie NKO nie wyklucza go z ewentualnego udziału w igrzyskach.

## Lista NKO wraz z datą uznania
Poniżej znajduje się lista narodowych komitetów olimpijskich wraz z datą uznania ich przez MKOl.
| 1894 | Francja, Stany Zjednoczone |
| 1895 | Australia, Niemcy, Grecja, Węgry |
| 1900 | Norwegia |
| 1905 | Dania, Wielka Brytania |
| 1906 | Belgia |
| 1907 | Kanada, Finlandia |
| 1909 | Portugalia |
| 1910 | Egipt |
| 1911 | Turcja |
| 1912 | Austria, Japonia, Luksemburg, Holandia, Serbia, Hiszpania, Szwajcaria |
| 1913 | Szwecja |
| 1914 | Rumunia |
| 1915 | Włochy |
| 1919 | Nowa Zelandia, Polska |
| 1922 | Irlandia |
| 1923 | Argentyna, Meksyk, Urugwaj |
| 1924 | Bułgaria, Haiti |
| 1927 | Indie |
| 1929 | Filipiny |
| 1934 | Chile |
| 1935 | Brazylia, Islandia, Liechtenstein, Wenezuela |
| 1936 | Afganistan, Bermudy, Boliwia, Jamajka, Malta, Peru |
| 1937 | Sri Lanka (jako Cejlon) |
| 1947 | Gwatemala, Iran, Birma (jako Burma), Panama, Korea Południowa (jako Korea) |
| 1948 | Kolumbia, Gujana (jako Gujana Brytyjska), Irak, Liban, Pakistan, Portoryko, Singapur, Syria, Trynidad i Tobago |
| 1950 | Antyle Holenderskie, Tajlandia |
| 1951 | Hongkong, Nigeria |
| 1952 | Bahamy, Ghana (jako Złote Wybrzeże), Indonezja, Izrael |
| 1953 | Monako |
| 1954 | Kostaryka, Kuba, Etiopia, Malezja (jako Malaje) |
| 1955 | Barbados, Fidżi, Kenia, Liberia |
| 1956 | Honduras, Uganda |
| 1957 | Korea Północna, Tunezja |
| 1959 | Albania, Ekwador, Maroko, Nikaragua, San Marino, Sudan, Surinam |
| 1960 | Chińskie Tajpej (jako Republika Chińska) |
| 1962 | Benin (jako Dahomej), Dominikana, Salwador, Mongolia |
| 1963 | Kamerun, Wybrzeże Kości Słoniowej, Jordania, Libia, Mali, Nepal, Senegal |
| 1964 | Algieria, Czad, Madagaskar, Niger, Kongo, Sierra Leone, Zambia |
| 1965 | Republika Środkowoafrykańska, Gwinea, Arabia Saudyjska, Togo |
| 1966 | Kuwejt |
| 1967 | Belize (jako Honduras Brytyjski), Wyspy Dziewicze Stanów Zjednoczonych |
| 1968 | Demokratyczna Republika Konga, Gabon, Malawi, Tanzania |
| 1970 | Paragwaj |
| 1972 | Burkina Faso (jako Górna Wolta), Lesotho, Mauritius, Somalia, Suazi |
| 1974 | Papua-Nowa Gwinea |
| 1975 | Andora |
| 1976 | Antigua i Barbuda, Kajmany, Gambia |
| 1978 | Cypr |
| 1979 | Bahrajn, Laos, Mauretania, Mozambik, Chińska Republika Ludowa, Seszele, Wietnam |
| 1980 | Angola, Bangladesz, Botswana, Katar, Zjednoczone Emiraty Arabskie, Zimbabwe |
| 1981 | Jemen |
| 1982 | Brytyjskie Wyspy Dziewicze, Oman |
| 1983 | Bhutan, Samoa (jako Samoa Zachodnie), Wyspy Salomona |
| 1984 | Brunei, Dżibuti, Gwinea Równikowa, Grenada, Rwanda, Tonga |
| 1985 | Malediwy |
| 1986 | Aruba, Wyspy Cooka, Guam |
| 1987 | Samoa Amerykańskie, Saint Vincent i Grenadyny, Vanuatu |
| 1991 | Estonia, Łotwa, Litwa, Namibia, Południowa Afryka |
| 1993 | Armenia, Azerbejdżan, Białoruś, Bośnia i Hercegowina, Burundi, Chorwacja, Czechy, Dominika, Gruzja, Kazachstan, Kirgistan, Komory, Macedonia, Mołdawia, Republika Zielonego Przylądka, Rosja, Saint Kitts i Nevis, Saint Lucia, Słowacja, Słowenia, Tadżykistan, Turkmenistan, Ukraina, Uzbekistan, Wyspy Świętego Tomasza i Książęca |
| 1994 | Kambodża, Nauru |
| 1995 | Gwinea Bissau, Autonomia Palestyńska |
| 1997 | Mikronezja |
| 1999 | Erytrea, Palau |
| 2003 | Kiribati, Timor Wschodni |
| 2006 | Wyspy Marshalla |
| 2007 | Czarnogóra, Tuvalu |
| 2012 | Sudan Południowy |
| 2014 | Kosowo |

### Historyczne NKO
- Antyle Holenderskie (1950-2011)
- Czechosłowacja (1919-1993)
- Federacja Indii Zachodnich (1958-1962)
- Jugosławia (1919-2003)
- Niemiecka Republika Demokratyczna (1951-1990)
- Saara (1950-1957)
- Serbia i Czarnogóra (2003-2006)
- Zjednoczona Republika Arabska (1958-1972)
- ZSRR (1951-1992)

### NKO nieuznane przez MKOl
W 1987 powstał narodowy komitet olimpijski w Makau. Do tej pory nie został on uznany przez MKOl, a sportowcy z Makau nie wystąpili ani razu na igrzyskach olimpijskich.